# Весела (Кременецький район)
Весе́ла — село в Україні, у Кременецькій міській громаді Кременецького району Тернопільської області. Розташоване в центрі району. До 2020 було підпорядковане Попівецькій сільраді.
До села приєднано хутори Грищуки та Сторожинці. 
Населення — 254 особи (2001).

## Історія
12 червня 2020 року, відповідно до розпорядження Кабінету Міністрів України № 724-р «Про визначення адміністративних центрів та затвердження територій територіальних громад Тернопільської області», увійшло до складу Кременецької міської громади.
19 липня 2020 року, в результаті адміністративно-територіальної реформи та ліквідації Кременецького (1940-2020) району, село увійшло до складу новоутвореного Кременецького району.

## Населення
За даними перепису населення 2001 року мовний склад населення села був таким:
| Мова       | Число ос. | Відсоток |
| ---------- | --------- | -------- |
| українська |           | 99,21    |
| російська  |           | 0,79     |

## Галерея

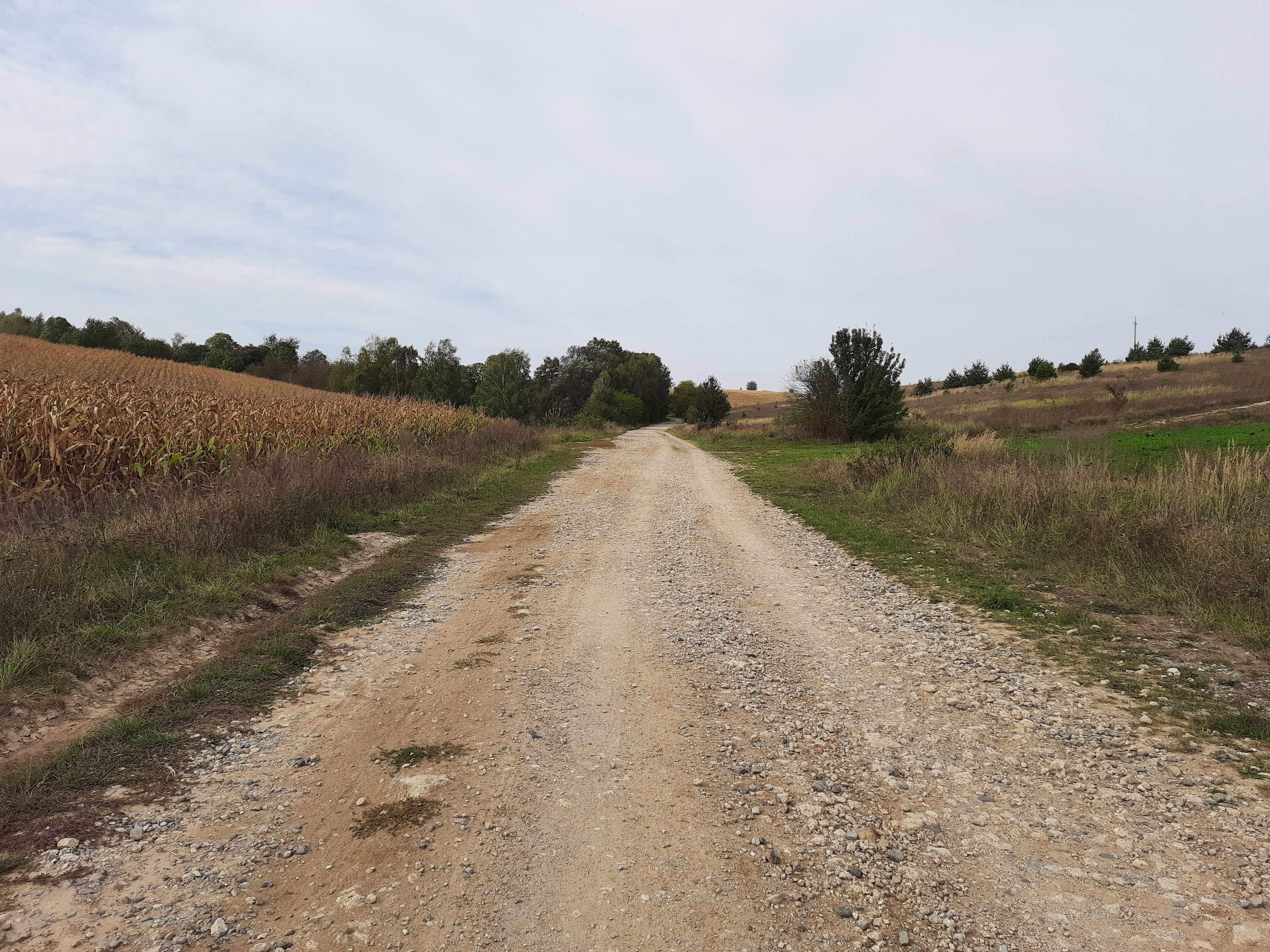
Дорога в село
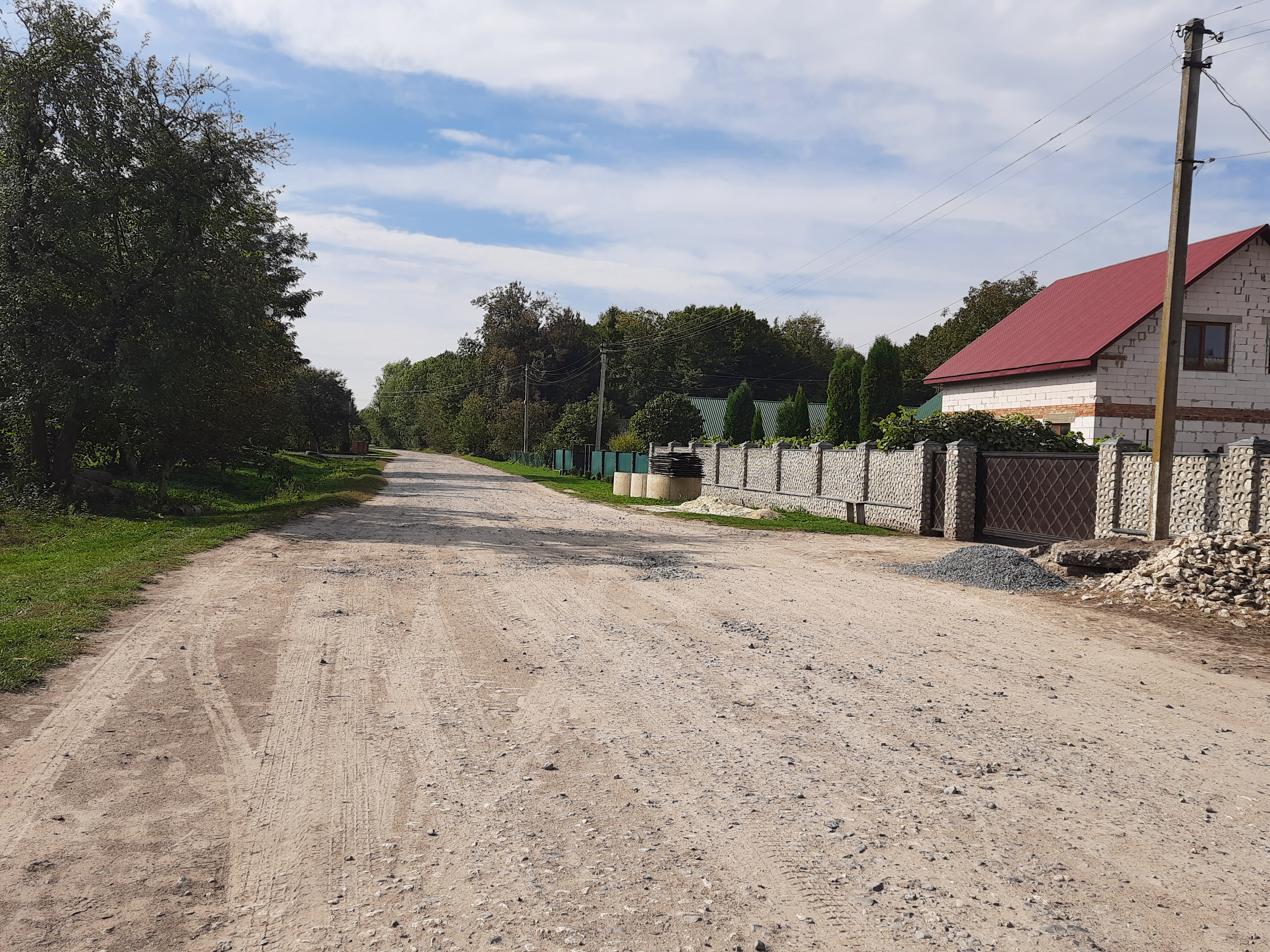
Сільська вулиця
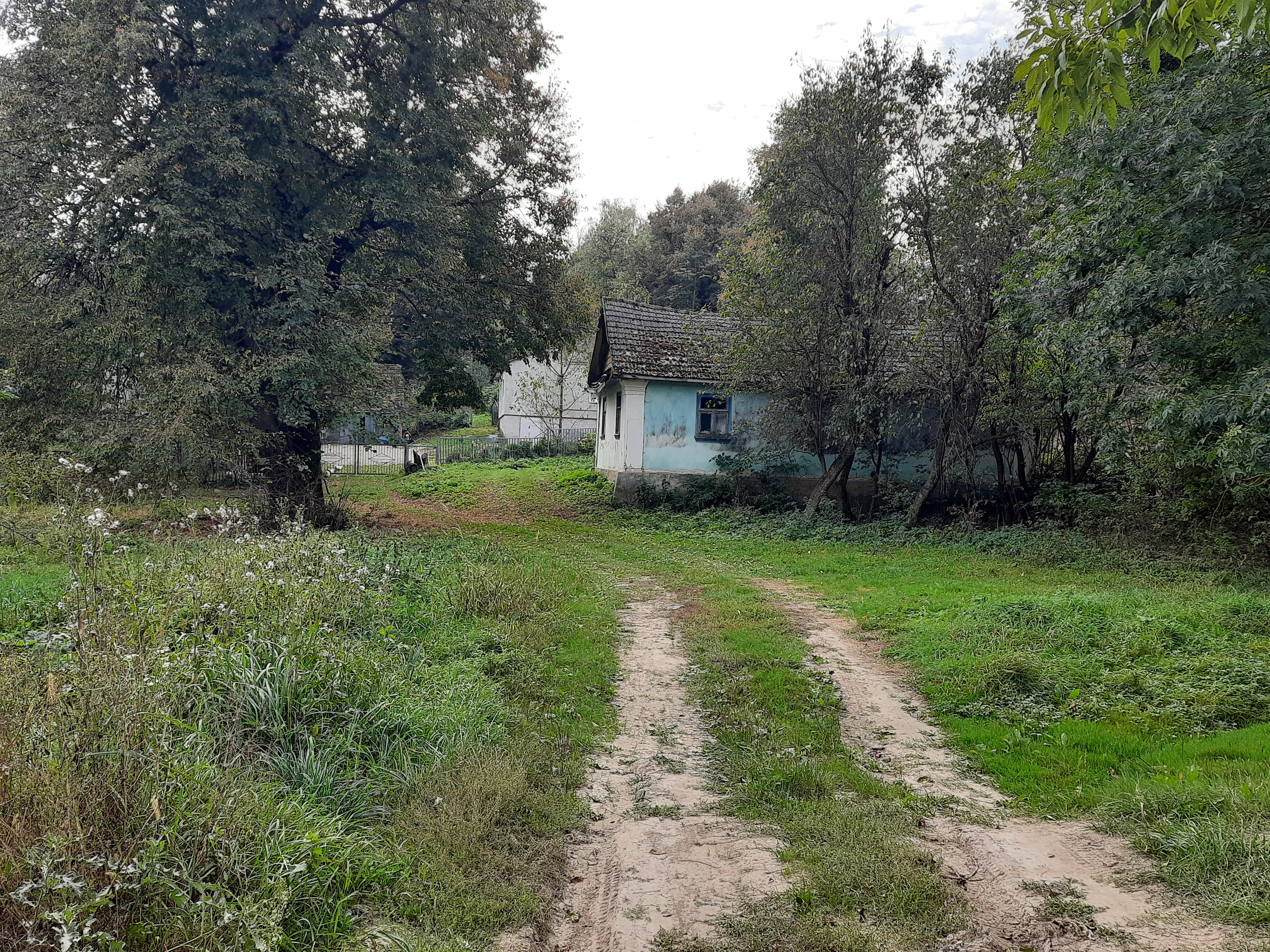
Сільський пейзаж
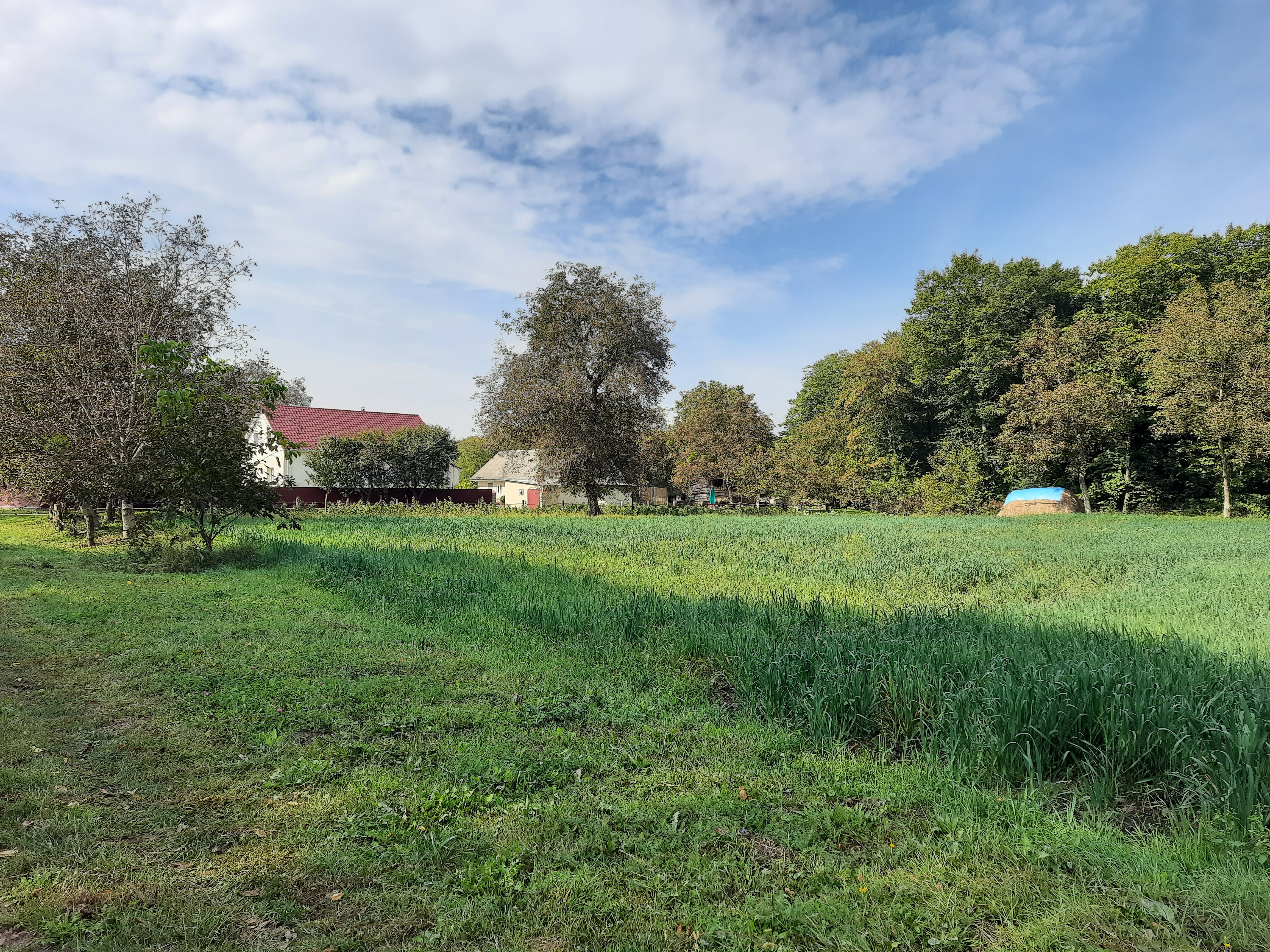
Сільський краєвид
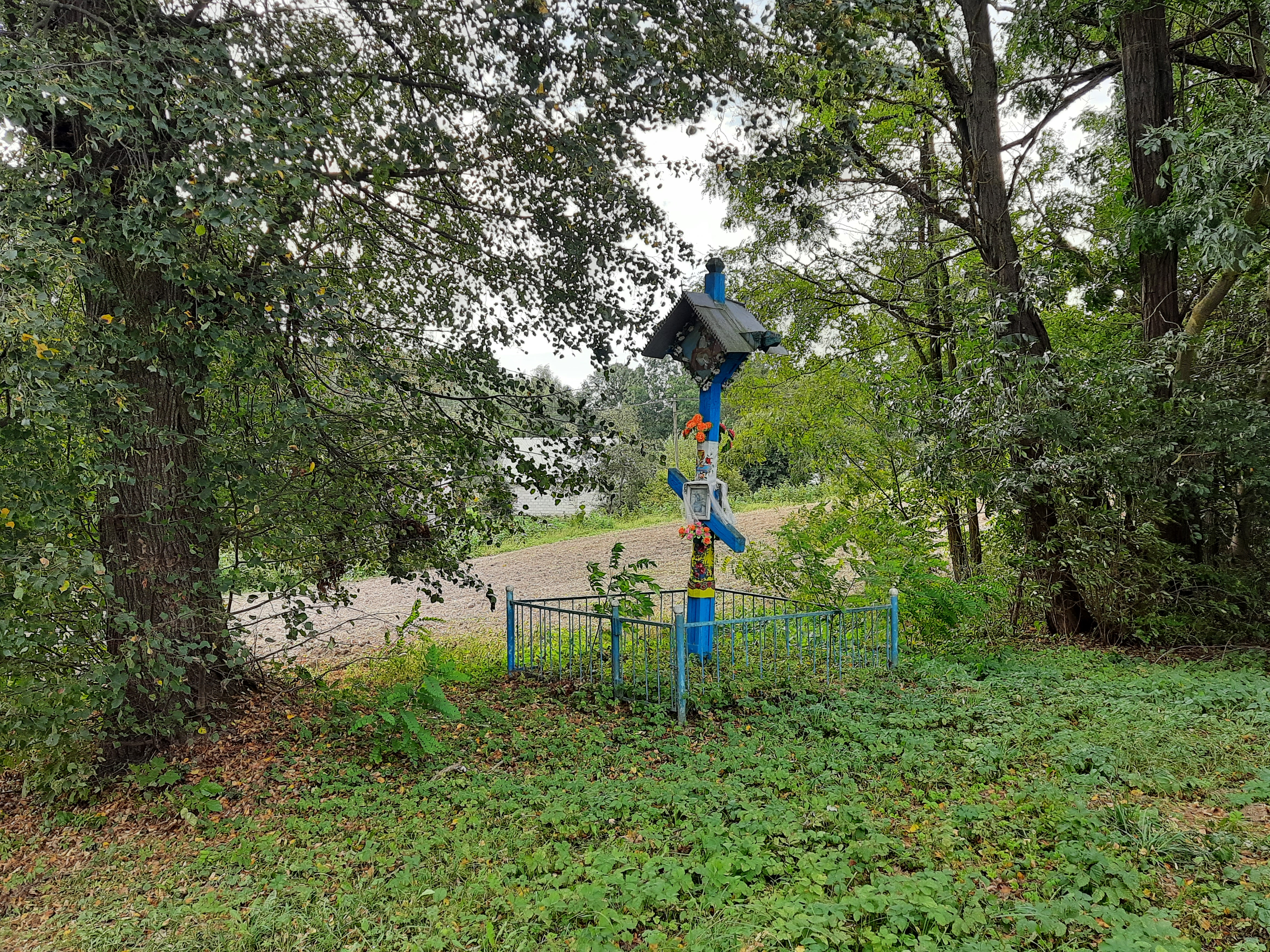
Пам'ятний хрест